# Julien Peeters
Julien Peeters (ca. 1927 – Mechelen, 15 juli 2002) was een Belgisch journalist en bestuurder.

## Levensloop
Peeters begon zijn professionele loopbaan als leerkracht. In 1953 ging hij aan de slag bij het persagentschap Belga. In 1959 maakte hij de overstap naar de BRT waar hij actief werd als omroeper en regisseur bij de Wereldomroep. 
Later werd hij ook actief als journalist voor de BRT-nieuwsdienst. Zo was hij commentator van de kerkelijke vernieuwingen van het Tweede Vaticaans Concilie in 1963 en maakte hij het duidingsprogramma Panorama tot een succes.
In 1981 volgde hij Willy Sanders op als directeur van de Wereldomroep, een functie die hij uitoefende tot 1985 toen hij Dries Waterschoot in dezelfde functie opvolgde bij radiozender BRT 1. Als directeur van de Wereldomroep werd Peeters opgevolgd door Piet Van Roe. In 1989 ging Peeters met pensioen na een lange carrière bij de openbare omroep.